# هانس فون زالموت
هانس فون زالموت (به آلمانی: Hans von Salmuth) (زاده ۱۱ نوامبر ۱۸۸۸، مرگ ۱ ژانویه ۱۹۶۲) یک ژنرال آلمانی در دوره رایش سوم و از ۸ اوت ۱۹۴۳ تا ۲۴ اوت ۱۹۴۴ فرمانده لشکر پانزدهم ورماخت بود..